# 러브 다이 우먼
《러브 다이 우먼》(영어: Love Thy Woman)는 2020년 방영된 필리핀의 드라마이다.